# Сталевий промінь волі
«Сталевий промінь волі» — 8-й студійний альбом українського рок-гурту Сокира Перуна, випущений 4 грудня 2014 року.

## Список композицій
| #     | Назва                         | Тривалість |
| ----- | ----------------------------- | ---------- |
| 1.    | «В ту ніч...»                 | 01:34      |
| 2.    | «Чорний сніг»                 | 03:55      |
| 3.    | «Ночі долоні»                 | 05:30      |
| 4.    | «Гонтів яр»                   | 04:55      |
| 5.    | «Шляхом останнього футуриста» | 00:44      |
| 6.    | «Азов. Повний контакт»        | 03:30      |
| 7.    | «Нечай»                       | 04:46      |
| 8.    | «Герої моєї Раси»             | 05:56      |
| 9.    | «Небесний батальйон»          | 03:51      |
| 10.   | «Сталевий промінь волі»       | 05:37      |
| 40:18 |                               |            |

## Склад гурту на момент запису
- Арсеній Білодуб — вокал
- Юрій «Борода» Хвоєнко — ритм
- Андрій Костюк — гітара
- Олексій Кіктєв — бас
- Ерланд Сіволапов — ударні